# David Trezeguet
Pour les articles homonymes, voir Trezeguet.
David Trezeguet, né le 15 octobre 1977 à Rouen (Seine-Maritime), est un footballeur international français. Il possède la double nationalité franco-argentine mais il a seulement joué sous les couleurs de la France. Pendant sa carrière, il évolue au poste d'attaquant.
Durant sa jeunesse, il évolue en Argentine. Il est ensuite repéré par l'AS Monaco avec lequel il finit sa formation avant de débuter au niveau professionnel. Après avoir été sacré champion de France 1997, il tente l'aventure à l'étranger dans le club de la Juventus en 2000 où il s'affirme dans le championnat d'Italie durant dix saisons. En 2010, il quitte le club italien pour l'Espagne puis retourne jouer en Argentine avant de finir sa carrière en Inde en 2015.
« Trezegol » dispute trois Coupes du monde et remporte la compétition en 1998, et le Championnat d'Europe 2000, où il marque le but en or en finale avec l'équipe de France. C'est par ailleurs son tir au but manqué qui précipite la victoire de l'Italie face à la France après prolongations en finale de la Coupe du monde 2006.
Grand buteur, David Trezeguet est considéré comme l'un des meilleurs attaquants de sa génération et l'un des meilleurs joueurs à avoir évolué dans le championnat italien. Il est le quatrième meilleur buteur et meilleur buteur étranger de l'histoire de la Juventus (171 buts). Il est le 7e meilleur buteur de l'histoire de l'équipe de France (34 buts), 3e meilleur buteur au moment de sa retraite internationale derrière Thierry Henry et Michel Platini, et 2e meilleur buteur devant Thierry Henry pendant les années où il est régulièrement sélectionné.

## Biographie

### Enfance et formation en Argentine
David naît le 15 octobre 1977 à la clinique Saint Romain de Rouen, où son père Jorge Trezeguet termine sa carrière de footballeur professionnel. Il est le premier enfant de Jorge et sa femme Beatriz. Son père a des ancêtres français, Trézéguet étant un nom de famille d'origine gasconne, alors que sa mère a des ancêtres amérindiens et espagnols. Début octobre 1979, alors que David a deux ans, la famille Trezeguet retourne dans son pays d'origine, l'Argentine, au terme du contrat du père. David devient un petit Argentin et ne parle pas un mot de français. Vivant à Buenos Aires, David reste pourtant attaché à la France. Son père raconte qu'« il aimait regarder à la télé les matchs de rugby. Mais lorsqu'il y avait un match entre les Pumas argentin et le XV tricolore, il était fervent supporter de Blanco et des autres Français. Pareil avec la Formule 1 : il adorait Alain Prost »,.
Pourtant occupé sur les terrains du Deportivo Español ou Sportivo Italiano en D2, Jorge lui prodigue des conseils. David s'immisce rapidement dans les rencontres de futbol de sala avec Colegiales, l'équipe du quartier Vicente-Lopez, puis sous le maillot de l'Union Villa Adelina. Il commence à jouer au football à huit ans au Club Atlético Platense, dans le quartier de Saavedra à Buenos Aires. Il inscrit rapidement des buts et est surclassé en pupilles. « J'ai vu mon père jouer libéro ou stoppeur, ça ne me plaisait pas. Moi, ce qui me fascinait c'était de marquer des buts ». Le samedi, David joue en 6 contre 6 en futsal et le dimanche à onze avec Platense.
Avec son oncle Tomas et son père, devenu préparateur physique, David est précoce mentalement et physiquement et progresse rapidement au point d'être intégré à l'effectif professionnel à seulement quinze ans. Il apprécie et assimile aisément ce nouveau rythme, soutenu par un corps enseignant consentant. Avec son « sourire charmeur », David soutire facilement les autorisations pour « partir au vert » le vendredi matin avec l'équipe réserve de troisième division. Mais, donnant-donnant, Trezeguet cartonne avec le collège Patricias-Argentinas dans le championnat de football interscolaire et lors d'un marathon, permettant même à l'école de gagner deux ordinateurs. Une fois arrivé dans le groupe professionnel de Platense, un rêve devient obsessionnel pour lui : venir jouer en France. Le consulat français lui indique qu'il peut faire la demande d'un passeport français.
Le 12 juin 1994, à seize ans et demi, David Trezeguet dispute son premier match de première division, contre le Gimnasia de la Plata. Un an et quatre matchs plus tard, l'entraîneur limogé, David est rattrapé par le destin et Rafael Santos. Il dispute au total trois matches lors du tournoi de clôture du championnat d'Argentine, puis deux autres lors du tournoi d'ouverture de la saison 1994-1995, sans marquer aucun but.
David traverse l'Atlantique à l'été 1995. Il fait un essai au sein de l'effectif professionnel du Paris Saint-Germain en stage d'avant-saison. Un mois de test au milieu des stars parisiennes dont plusieurs parlent espagnol convainc Luis Fernandez. Néanmoins, les dirigeants du PSG ne souhaitent pas investir sur la venue de la famille de Trezeguet et lui proposent une entrée au centre de formation sans sa famille, alors qu'il reste trois jours avant le terme de la période des transferts. Heureusement, il suffit d'un entraînement au centre d'entraînement La Turbie pour persuader la direction de l'AS Monaco et surtout son entraîneur Jean Tigana appelé plus tôt par Luis Fernandez de le garder,. David signe comme stagiaire pour 15 000 francs par mois. Priorité pour lui, il est bientôt rejoint par sa famille qui s'installe également dans la Principauté.

### 1995-2000: AS Monaco
Rapidement après son arrivée au sein de l'AS Monaco, David Trezeguet quitte le groupe professionnel pour rejoindre l'équipe réserve de Laurent Banide en Nationale 2 (CFA actuelle) durant six mois. Après un premier match officiel le 30 janvier 1996 sur le continent européen face à l'Olympique lyonnais en quarts de finale de la Coupe de la Ligue (défaite 1-0), David Trezeguet joue son premier match dans le championnat de France le 7 février 1996, justement face au Paris SG, en disputant les trois dernières minutes. Une brève participation (cinq matchs) au sixième titre de champion des Monégasques habille sa deuxième saison française. Mais il ne fait pas pour autant partie des plans de Jean Tigana.
Lorsque la saison 1997-1998 débute, Trezeguet n'est que sixième dans la hiérarchie des joueurs offensifs du club derrière Japhet N'Doram, Sonny Anderson, Victor Ikpeba, Robert Špehar et son ami Thierry Henry. Après le départ d'Anderson puis la blessure rapide de N'Doram, l'horizon s'éclaircit pour le Franco-Argentin. Le 5 septembre, à 19 ans et 10 mois, pour sa première titularisation de la saison à Cannes, il marque son premier but en D1 et permet à l'ASM de l'emporter (2-1). Le 22 octobre, il inscrit ses deux premiers buts en Ligue des champions lors de la venue de Lierse (5-1). S'ensuit un mois de novembre faste : il réussit trois doublés consécutifs en D1. Après une première convocation en équipe de France A à Noël, Trezeguet marque un triplé fin janvier à domicile contre Montpellier. Blessé au genou gauche lors d'un autre match avec les Bleus fin février, Trezeguet revient lors du quart de finale retour chez Manchester United. Surnommé « Bati » par ses coéquipiers, en référence au goleador argentin Gabriel Batistuta, il permet à Monaco de se qualifier en demi-finale grâce à une frappe mesurée à 163 km/h. Dès sa première saison en tant que titulaire, il inscrit 18 buts en 27 matches de championnat et se place deuxième au classement des buteurs, derrière l'Auxerrois Stéphane Guivarc'h.
À la suite de cette belle année, le Franco-Argentin et son coéquipier Thierry Henry seront sélectionnés par Aimé Jacquet, sélectionneur de l'équipe de France pour la Coupe du monde 1998. Il marque 12 buts l'année suivante, avant de réaliser sa plus belle année sur le sol français. Il est en effet une pièce essentielle dans la conquête du titre national en 1999-2000,,, inscrivant 22 buts, finissant à une longueur du meilleur buteur.
Trouvant que l'ASM manque d'ambition, dont il parle au prince Albert, Trezeguet souhaite partir. Trezeguet rejoint la Juventus en 2000, après cinq saisons passées en principauté pour 150 MF (soit 33 M€).

### Une décennie à la Juventus
Trezeguet se dit « séduit par le discours de [son] nouvel entraîneur Carlo Ancelotti qui [le] suit depuis un certain temps » au moment de s'engager pour cinq ans. À peine débarqué dans le Piémont, le Franco-argentin se lie naturellement avec les Sud-Américains Daniel Fonseca, Juan Esnaider, Paolo Montero ainsi que l'Italien Mark Iuliano. À Turin, David retrouve Zinédine Zidane qui lui conseille de « bien bosser, de montrer [s]es qualités, sans [s]e poser de questions, en faisant abstraction de toute la pression qui [les] entoure ». Car avec la Juventus, l'attaquant découvre une autre ambiance de travail avec de nombreux supporters à l'entraînement en semaine. En concurrence avec Del Piero, Inzaghi, Esnaider ou Kovacevic, le jeune tricolore se met à la musculation pour faire la différence dans un championnat qu'il définit comme une compétition tactique où « tout se joue sur un détail défensif et sur le physique ». Le numéro 17 est le plus souvent associé en attaque à Del Piero ou Kovacevic et moins avec Inzaghi qui évolue dans le même registre que lui. Au sein d'une des meilleures équipes d'Europe et malgré la concurrence, il finit meilleur buteur du club en Championnat d'Italie avec 14 buts.
En 2001-2002, malgré le départ de Zinédine Zidane, la Vieille Dame reconquiert le titre national qui la fuyait depuis trois saisons. Filippo Inzaghi ayant quitté le club, Trezeguet devient titulaire à part entière au club et finit co-meilleur buteur de la Série A avec 24 buts (ex-aequo avec Dario Hübner). Il marque également 8 buts en Ligue des champions 2001-2002, finissant deuxième meilleur buteur derrière Ruud van Nistelrooy. À 24 ans, cette saison marque l'apogée de sa carrière.
Lors de la saison 2002-2003, il est souvent blessé, ne jouant que 17 rencontres (9 buts). Il obtient tout de même un nouveau titre de champion et atteint la finale de Ligue des champions face à l'AC Milan, (0-0, 2-3 aux tirs au but), au cours de laquelle son tir au but est stoppé par Dida.

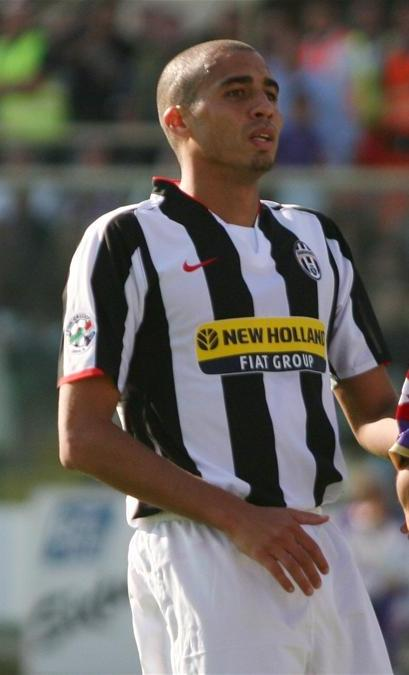
David Trezeguet reste dix saisons à la Juventus.

Les deux saisons suivantes seront marquées par de nombreuses blessures, mais lorsqu'il est sur le terrain, Trezegol garde une moyenne supérieure à un but tous les deux matches (33 buts en 53 matches). Il en profite pour battre le nombre de buts de Michel Platini sous le maillot bianconero lors d'un match de Ligue des champions contre le Bayern Munich.
Au cours de la saison 2005-2006, il est enfin débarrassé de ses pépins physiques, ce qui lui permet de marquer 23 buts, terminant deuxième meilleur buteur de la Série A derrière Luca Toni. Il ajoute par la même occasion un nouveau titre de champion à son palmarès. Mais à la suite de l'affaire des matches truqués du Calcio la Juventus sera déchue de ce titre et surtout reléguée en Série B. Contrairement à certaines autres stars de l'effectif (Fabio Cannavaro, Zlatan Ibrahimović, Lilian Thuram, Patrick Vieira ou Emerson), il décide de rester au club malgré plusieurs offres, à l'instar de Gianluigi Buffon, Alessandro Del Piero ou Pavel Nedved. Cette décision renforcera encore un peu plus son lien avec les supporters. Il retrouvera son ancien coéquipier en équipe de France, le nouvel entraîneur Didier Deschamps avec qui il a été champion du monde et champion d'Europe. La Juventus remporte le championnat de Série B et retrouve donc l'élite italienne dès 2007.
David Trezeguet soigne son retour en Série A en marquant un triplé lors du premier match de la saison 2007-2008 (victoire 5-1 de la Juventus contre Livourne). En vrai buteur, le « Roi David » marque un but du pied droit, un but du pied gauche et un de la tête. Il inscrira son 100e but en Série A durant un match opposant la Juve à l'AS Rome en septembre 2007. Cette même saison, il termine à nouveau deuxième meilleur buteur du championnat avec 20 buts, battu sur le fil, au cours de la dernière journée par son coéquipier Alessandro Del Piero.
Les années se suivent mais ne se ressemblent pas. La saison 2008-2009 est la pire de sa carrière : blessé de novembre à mars, il ne joue que 8 matchs de championnat. Annoncé dans plusieurs clubs européens, il décide de poursuivre l'aventure avec le club de son cœur.
Avec les arrivées de Vincenzo Iaquinta et Amauri, et ses blessures récurrentes, il joue peu de matchs en 2009-2010 (19 matches, 7 buts). Il est néanmoins parfois nommé capitaine au cours de cette saison.
Après une ultime entrée en jeu, le 5 août 2010, lors du troisième tour préliminaire de la Ligue Europa face au club irlandais des Shamrock Rovers, il est libéré de sa fin de contrat le 28 août 2010 par la Juventus, après 10 saisons passées au club. À cette occasion, Alessandro Del Piero lui rend un vibrant hommage dans une lettre publiée sur son site web en rappelant qu'ils ont formé:« le duo d'attaque qui en a le plus inscrit dans l'histoire de la Juventus, plus que Charles et Sivori - deux immenses champions - et c'est une grande fierté pour nous deux, tu le sais »,.
David Trezeguet est le meilleur buteur étranger de l'histoire du club (171 buts), dépassant le précédent record de buts d'Omar Sivori.

### Fin de carrière

#### Hércules Alicante

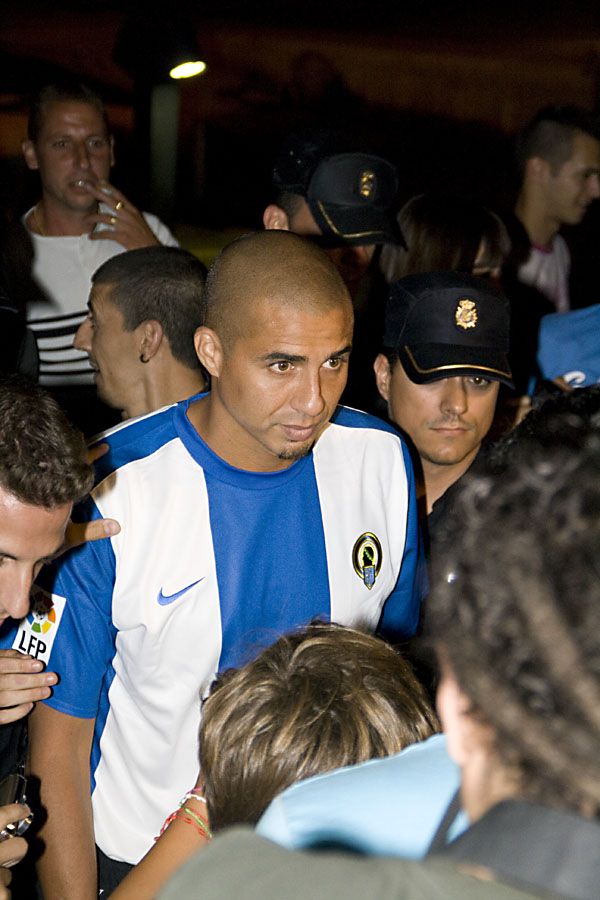
Trezeguet, lors de son arrivée à Hércules.

En août 2010, il signe chez le promu espagnol d'Hércules Alicante, un choix dicté par le vœu de sa femme de retourner dans son pays d'origine. Il démarre bien sa saison, en 16 matchs de Liga, il a déjà inscrit 9 buts (tous marqués à domicile), notamment face à de grands clubs tels que Valence, Séville, Villareal et le Real Madrid. En tout il aura inscrit 12 buts durant cette saison, ce qui lui permet de finir meilleur buteur du club. Mais cela ne suffira pas et le club est relégué en deuxième division en mai 2011. David Trezeguet est libéré de sa dernière année de contrat.

#### Abu Dhabi
Après des contacts avec Naples, Swansea, des clubs de MLS et du championnat de France (St-Étienne, Nice, Marseille), David Trezeguet s'engage officiellement le 30 août 2011 en faveur de l'équipe de Bani Yas SC, club émirati d'Abu Dhabi qui a terminé deuxième du dernier championnat. Il y perçoit un salaire d'1,7 million d'euros par an.
Néanmoins, en raison de blessures et d'une motivation en perte de vitesse, le Français n'inscrit pas le moindre but en quatre apparitions. Avant l'arrivée du mercato d'hiver, Trezeguet fait part aux dirigeants du club de son souhait de quitter l'équipe. Après quelques semaines de réflexion la direction de Bani Yas décide de le laisser partir et résilie son contrat.

#### River Plate
Le 20 décembre 2011, David Trezeguet signe officiellement un contrat de deux ans et demi avec River Plate, le légendaire club argentin, où il jouera avec le numéro 7. Après sa relégation lors du Tournoi de clôture 2011, River Plate joue en D2 argentine et compte sur sa nouvelle recrue pour retrouver la première division. Une situation que David Trezeguet a déjà connue à la Juventus, cinq ans plus tôt.
Le 19 janvier 2012, Trezeguet dispute son premier match sous ses nouvelles couleurs à l'occasion d'une rencontre amicale contre le Racing, à Mar del Plata. Entré en triomphe à la 68e minute (en remplacement de Cavenaghi), Trezeguet marque tout de suite son premier but. Mais le 29 janvier 2012, à la 10e minute d'un match amical contre Boca Juniors, David Trezeguet se blesse à la cuisse droite et est contraint de sortir du terrain. Cette blessure l'empêche de disputer le match de reprise du championnat contre l'Almirante Brown. Ce n'est que partie remise : le 18 février, il marque son premier but en championnat lors d'une victoire 3-0 contre l'Independiente. Entré à la 33e minute de la seconde mi-temps, David Trezeguet ne met que dix minutes à marquer de la tête. Il confirme ses débuts prometteurs en marquant son second but le 26 février, contre le club de Desamparados. Entré comme remplaçant à la 71e minute, il marque en toute fin de match d'une frappe du pied droit. Le 10 mars 2012, David Trezeguet marque son premier doublé avec River Plate contre le club de Defensa y Justicia (score final 3-3). Entré au début de la seconde mi-temps, il marque un but de la tête après trois minutes de jeu seulement, avant de marquer une seconde fois du pied droit. Dans la foulée de ces bonnes performances, il est titulaire en championnat pour la première fois de la saison le 17 mars, à l'occasion d'une rencontre contre le Deportivo Merlo. Pari gagnant : Trezeguet ouvre le score pour River, de la tête, à la 40e minute de jeu (score final 3-0).
Le samedi 31 mars, David Trezeguet s'offre un nouveau doublé contre le club de Ferro (victoire finale 3-0), dont une reprise de volée à l'entrée de la surface de réparation. Ses débuts impressionnent en Argentine et lui valent le surnom de « David le terrible » par le journal sportif argentin Ole. Le milieu de terrain Juan Roman Riquelme déclare même que « Trezeguet est merveilleux, un joueur fantastique. Il fait tout ce que doit faire un attaquant ». L'attaquant répète ces performances en Coupe d'Argentine : le 11 avril, il ouvre le score d'un plat-du-pied contre Quilmes en huitième de finale (victoire 2-1). River se qualifie ainsi pour les quarts de finale. Le 21 avril, lors du duel au sommet de la Nacional B contre l'Instituto, Trezeguet marque le seul but du match, d'une aile de pigeon à la 55e minute. Avec cette victoire, River Plate revient à un point de l'Instituto. Le 5 mai, Trezeguet offre encore une fois la victoire à River Plate, lors du duel contre le club de Gimnasia, en marquant de la tête en seconde mi-temps (score final 1-0). C'est son 10e but en compétition pour River Plate. Le 12 mai 2012, Trezeguet offre un nouveau doublé à River Plate lors de la victoire 4-2 contre l'Atlético de Tucuman. Il marque le but du 2-1 sur penalty, avant de mettre le but du 3-1 d'une pichenette lobée sur le gardien. À la fin de la saison 2013, le club lui annonce qu'il ne fait plus partie des plans de l'entraîneur de River, Ramon Diaz. Il se retrouve alors sans club.
Malgré quelques contacts avec des clubs français, David Trezeguet est prêté pour un an en juillet 2013 par River Plate aux Newell's Old Boys (un club de la ville de Rosario), champion d'Argentine en titre et qui disputera donc la Copa Libertadores en 2014. Il marque son 300e but professionnel contre Colón lors de la 14e journée de Primera División. Alors que Newell's Old Boys fait la course en tête lors du championnat d'ouverture et lutte pour le titre jusqu'à la dernière journée, il finit finalement à la 4e place, le titre revenant à l'équipe de San Lorenzo. David Trezeguet inscrit au total 5 buts en 15 rencontres lors de ce championnat d'ouverture.
Le 13 février 2014, trois ans et demi après son dernier match de Ligue Europa avec la Juventus (lors du troisième tour préliminaire, face au club irlandais des Shamrock Rovers), il participe en tant que titulaire à son premier match de Copa Libertadores (la C1 d'Amérique du Sud), mais Newell's Old Boys est défait (1-0) face à l'Atlético Nacional de Medellin, en Colombie. Il devient à cette occasion le premier international français à disputer la Copa Libertadores. Le 16 mars 2014, tout juste entré en jeu, il inscrit son premier but de l'année 2014 et du championnat de clôture d'une frappe lointaine face au Racing Club de Avellaneda (2-0). Puis le 26 mars 2014, à Montevideo (Uruguay), dans le mythique Stade Centenario inauguré pour la Coupe du monde de 1930, David Trezeguet entre en jeu en seconde période et inscrit tout de même un doublé (ses premiers buts en Copa Libertadores), offrant ainsi la victoire (4-2) face au Nacional. Mais lors de la dernière journée de la phase de poules, Newell's Old Boys est éliminé à la suite de sa défaite 3-1 à domicile face à l'Atlético Nacional de Medellin .
Seulement prêté à Newell's Old Boys, David Trezeguet doit retrouver River Plate pour la saison 2014-2015, mais l'entraîneur, Marcelo Gallardo (pourtant ancien coéquipier de Trezeguet à l'AS Monaco à la fin des années 1990), lui annonce qu'il ne compte pas sur lui pour la saison à venir.

#### FC Pune City
Le 30 juillet 2014, le Franco-Argentin signe pour un an avec le club indien du FC Pune City. Il accepte ainsi de rejoindre la franchise indienne qui vient de créer son nouveau championnat l'Indian Super League, comme de nombreux anciens joueurs (Alessandro Del Piero, Fredrik Ljungberg, Robert Pires, Luis García, Nicolas Anelka, Joan Capdevila…) qui ont décidé de sortir de leur retraite pour venir promouvoir le football en Inde. David Trezeguet dispute son premier match sous ses nouvelles couleurs (avec le brassard de capitaine) le 14 octobre 2014 face au FC Delhi Dynamos, au Jawaharlal Nehru Stadium de New Delhi (score final : 0-0), face à Alessandro Del Piero, son ancien coéquipier pendant 10 saisons à la Juventus. Avec ce match disputé la veille de ses 37 ans, sa carrière professionnelle s'étire désormais sur plus de 20 ans depuis ses débuts avec le CA Platense (Argentine), le 12 juin 1994. David Trezeguet inscrit finalement son premier but avec le FC Pune City face au FC Goa de Robert Pirès (suspendu pour ce match), le 26 octobre 2014, à la suite d'une mauvaise passe en retrait d'un défenseur adverse. Avec ce but, il devient le premier footballeur international français à avoir inscrit au moins un but dans des championnats organisés par 3 confédérations différentes (l'UEFA, la CONMEBOL avec le championnat argentin et l'AFC avec l'Indian Super League). Quelques jours plus tard, le 30 octobre 2014, il marque un second but face au Kerala Blasters de David James, d'une belle reprise de demi-volée.
Le 21 janvier 2015, le journal argentin Clarin, qui en aurait eu confirmation par l'agent du joueur, annonce que David Trezeguet va prendre sa retraite sportive et devenir un ambassadeur de la Juve.

### Carrière en sélection nationale

#### Buteur efficace en juniors
Après son arrivée en France et à l'AS Monaco, David Trezeguet est conseillé par son coéquipier Thierry Henry à Gérard Houllier, responsable des juniors français qui cherche un buteur. Le 21 novembre 1995 à Saint-Denis-de-l'Hôtel, Trezeguet conclut ses débuts internationaux sous le maillot bleu par un doublé face à la Slovaquie (6-1). L'été suivant, il ajoute cinq buts et s'orne d'une couronne de champion d'Europe.
Il participe à la Coupe du monde des moins de 20 ans 1997 avec l'équipe de France des moins de 20 ans. Sous l’œil averti de Gérard Houllier, Trezeguet décroche le Soulier d'argent avec cinq buts inscrits et trois passes décisives, derrière le Brésilien Adailton,,. L'équipe compte dans ses rangs de futurs internationaux, tels William Gallas, Thierry Henry et Willy Sagnol. Les Français sont éliminés en quarts de finale à l'issue de la séance de tirs au but, après avoir fait match nul avec l'Uruguay.
En septembre 1997, quatre jours après son premier but en D1 française, Trezeguet inscrit un triplé décisif pour sa seconde sélection avec les Bleuets de Raymond Domenech lors d'un déplacement en Hongrie (4-2). Après une multitude de buts inscrits avec l'ASM, le 28 novembre, Aimé Jacquet annonce sa liste de joueurs pour un stage à Tignes pendant les fêtes de Noël et Trezeguet en fait partie.

#### Débuts en A et consécration mondiale
Le 28 janvier 1998, il fête sa première sélection lors de l'inauguration du Stade de France contre l'équipe d'Espagne en remplaçant Stéphane Guivarc'h à la 74e minute au cœur de l'attaque tricolore,. Il marque son premier but lors de sa cinquième sélection, au cours d'un match amical en Finlande avec l'unique but du match.
S'étant montré à son aise lors de sa saison en club et lors de ses premières sélections, il est retenu par le sélectionneur Aimé Jacquet pour disputer la Coupe du monde 1998, organisée en France. Remplaçant durant le tournoi, il inscrit un but de la tête face à l'Arabie saoudite lors du premier tour. Lors du troisième match de poule contre le Danemark (victoire 2-1 de la France), il provoque un pénalty que transforme Youri Djorkaeff. En huitième-de-finale, face au Paraguay, il délivre une passe décisive pour Laurent Blanc, qui inscrit le but de la victoire. Il entre en cours de jeu lors du quart de finale face à l'Italie, et transforme son tir au but,. Il ne participe pas à la finale face au Brésil, seule étape à laquelle il ne prend pas part dans l’ascension vers le titre mondial.
Après la compétition, il n'a qu'un rôle intermittent, Roger Lemerre se cherchant un buteur, et hésitant entre lui, Lilian Laslandes, Florian Maurice ou encore Nicolas Anelka. Toutefois, lors des éliminatoires de l'Euro 2000, Trezeguet inscrit face à l'Islande le but permettant aux Bleus de se qualifier. Auteur d'un doublé en amical contre la Slovénie, il fait partie des joueurs sélectionnés par Roger Lemerre en vue du tournoi. Remplaçant au cours du tournoi, il inscrit un but face aux Pays-Bas lors du troisième match de poule. Entré en cours de jeu lors de la finale, le 2 juillet 2000 sur la pelouse du Kuip de Rotterdam face à l'Italie, il inscrit, au cours de la prolongation, le fameux but en or, d'une superbe volée à bout portant sur un centre en retrait de Robert Pirès. Les Bleus l'emportent 2-1, et sa course en enlevant son maillot après son but ayant mis un terme au match est restée célèbre.
Le 16 août 2000, au Stade Vélodrome, Trezeguet marque un triplé (11', 26' et 46') en amical face à une sélection de la FIFA, il s'agit du premier triplé en Bleu depuis celui de Dominique Rocheteau en 1985, lors d'un match de qualification pour la Coupe du monde 1986, remporté 6-0 face au Luxembourg.

#### Réussite individuelle, défaillances collectives
En tant que tenante du titre mondial, l’équipe de France ne dispute que des matches amicaux lors des deux années suivantes. Au cours de cette période, David Trezeguet devient titulaire indiscutable et enchaîne les buts en sélection (sélection FIFA, Turquie, Japon, Espagne, Chili, Australie, Écosse, Corée du Sud). Il est titulaire lors des trois matches disputés par la France durant le premier tour de la Coupe du monde 2002. Il y touche la barre, et manque un but face à l'Uruguay.
Après la débâcle de 2002, la France semble se redresser en enchaînant les bons résultats, dont notamment une victoire très nette en Allemagne, où la France s'impose 3-0, Trezeguet réussissant un doublé. Ce match sera sans doute le plus beau au niveau de son association avec Thierry Henry. Il est sélectionné par Jacques Santini pour le championnat d'Europe 2004. Au premier tour, il permet à la France d'égaliser face à la Croatie (2-2). Ce sera son seul but de la compétition sur quatre matches. Trezeguet peine à être décisif comme l'ensemble de l'équipe. La France se fait éliminer en quart de finale à la surprise générale par la Grèce, futur champion d'Europe.

#### Remplaçant sous Domenech
Le nouveau sélectionneur se nomme Raymond Domenech. Malgré leurs bonnes relations en espoirs, David Trezeguet rate les matches en fin d'année 2004. Il est barré par des blessures et le replacement de Thierry Henry en seul attaquant de pointe. Il retrouve les Bleus en février 2005 sur un match amical contre la Suède (1-1), en égalisant de la tête sur une passe de ce dernier. En mars, les français disputent deux matches de qualification pour le mondial 2006 contre la Suisse (0-0) et l'Israël (1-1), il ouvre le score une nouvelle fois de la tête. Sur ce match, il se fait remarquer en se faisant exclure à la 55e minute de jeu. Trezeguet devient petit à petit remplaçant en sélection.
Il est sélectionné malgré tout pour disputer la Coupe du monde 2006 et marque contre la Chine (3-1), sur le dernier match de préparation en remplaçant Djibril Cissé à la 30e minute sorti sur une lourde blessure qui lui fait rater la Coupe du monde. Il est titularisé face au Togo en match de poule et marque un but valable pourtant refusé. Ce but aurait pu changer son statut chez les Bleus. La France et l'Italie se retrouvent en finale. L'attaquant entre en jeu en première partie de prolongation à la place de Franck Ribéry, et manque son penalty durant la séance de tirs au but, provoquant alors la victoire des Italiens. Après deux années au cours desquelles le nouveau sélectionneur ne l'a que très peu utilisé, cet épisode va pratiquement marquer la fin de sa carrière en équipe de France.
Il ne jouera plus que cinq matches sous le maillot bleu et il est moins décisif, ses prestations sont décevantes, le dispositif mis en place par Domenech n'étant pas adapté au joueur : face à l'Écosse (défaite 0-1), il ne touche que 12 ballons en 1 heure mais marque un but hors-jeu. Les Écossais jouaient alors avec 9 joueurs en défense. Trezeguet qualifiera leur jeu "d'antifootball". Rentré à la 68e face aux Iles Féroé quelques mois plus tard, il marque 2 buts et 1 passe décisive. Le sélectionneur lui fait confiance en 2007 contre l'Argentine (son pays d'origine) mais le joueur ne se procure que peu d'occasions et n'empêche pas la défaite (0-1). Il rejouera face à l'Écosse (défaite 0-1) au Stade de France dans le cadre des éliminatoires de l'Euro 2008. Domenech montre tellement peu d'entrain à le sélectionner malgré ses performances en club que Les Cahiers du football n'hésitent pas à titrer « L'assassinat de Trezeguet », ce qui fera grand bruit.
Après le forfait de Karim Benzema, Raymond Domenech choisit de l'appeler pour affronter l'Angleterre en match amical le 26 mars 2008, en vue du championnat d'Europe. Mais sur ce match, il touche très peu le ballon et ne marquera pas, laissant ainsi filer sa dernière chance pour participer à l'Euro. Les Bleus s'imposent (1-0) sur un penalty de Franck Ribéry. Malgré sa belle deuxième place au classement des buteurs en Série A, il n'est pas retenu pour le championnat d'Europe 2008, qui se terminera en fiasco. En juillet, invoquant le maintien de Raymond Domenech à la tête de l'équipe de France et sa non-convocation à l'Euro 2008, il annonce sa retraite internationale.
Au cours d'un match de France 98 contre une sélection mondiale auquel il participe, l'ovation que lui font les supporters le conduit à évoquer un retour possible chez les Bleus en cas de changement de sélectionneur. En décembre 2008, soit plus de 6 mois après l'annonce de sa retraite internationale, David Trezeguet, alors en contact avec Alain Boghossian, membre du staff de l'équipe de France, revient sur sa décision de ne plus jouer avec les Bleus. Il émet le souhait de vouloir remettre le maillot et se met à la disposition du sélectionneur avec l'objectif d'intégrer le groupe pour les qualifications au Mondial 2010. Il n'y parviendra pas et ne participera pas au nouveau fiasco de la Coupe du monde 2010.
Le 8 août 2010, il participe à un match de gala afin de venir en aide aux sinistrés de la tempête Xynthia, entre France 98 et la sélection européenne (sélection de légendes européennes). France 98 s'impose 4-2 et Trezeguet marque 2 buts.
Sous Domenech, il n'aura marqué que 5 buts en 16 sélections (0,31 b/m), alors que ses statistiques précédentes étaient de 29 buts en 55 sélections (0,53 b/m).
Domenech est, en juillet 2010, démis de ses fonctions de sélectionneur (annoncé quelques mois avant), et le nouvel entraîneur est Laurent Blanc, ex-coéquipier de David Trezeguet, avec lequel il a gagné la Coupe du monde 1998 et l'Euro 2000. Il déclare alors dans plusieurs interviews qu'il souhaite revenir en équipe de France, mais n'est pas rappelé.
David Trezeguet expulse plusieurs années de frustration et de rancœur envers son ancien sélectionneur, dans un entretien fleuve dans So Foot. « Ce type est détesté dans le monde entier, le pire c'est qu'il aime ça. En général, quand tu joues le rôle du méchant, tu t'imposes des limites. Domenech, lui n'avait aucune limite ». La suite n'est qu'une longue série de reproches, balancés froidement, crûment, avec le sang froid du buteur dans le geste de l'exécutant. « On a gâché une génération avec quelqu'un qui n'avait pas les compétences ». Plus loin : « Dans ma carrière, j'ai eu l'occasion de croiser des coaches de prestige : Tigana, Jacquet, Capello, Lippi. Et puis j'ai eu Domenech. Quand tu as côtoyé les plus grands, c'est difficile d'accepter des choses de la part de personnes qui n'ont jamais rien gagné." Ou encore : "Je me demande s'il n'a pas cherché à me griller en me mettant dans les pires conditions ».

### Reconversion
Au terme de sa carrière de joueur, David Trezeguet retourne vivre à Turin.
En 2020, David Trezeguet obtient son diplôme de manager auprès de la Fédération royale espagnole et ambitionne de trouver un poste de directeur sportif ou d'entraîneur. L'année suivante, il passe la formation d'entraîneur de la Conmebol (Confédération sud-américaine). Au terme de la saison 2020-2021, après trois ans de service, David Trezeguet quitte son poste d'ambassadeur de la Juventus Turin. Il déclare « J'ai envie de faire autre chose, je suis à la recherche d'un nouveau projet attractif » et suit tout particulièrement la Ligue 1, la Série A et la Liga, où il a évolué.

## Profil du joueur: renard des surfaces
Formé en Argentine, Trezeguet a le profil d'un « renard des surfaces » ; bien que touchant très peu le ballon lors d'un match et participant rarement au jeu, il se révèle souvent décisif en marquant des buts importants. Trezeguet a un style de jeu très personnel et peut parfois paraître désarticulé sur un terrain, ce que Del Piero a décrit dans une interview en novembre 2011 : « Trezeguet était un très grand. Quand je le regardais, j'avais l'impression qu'il manquait de coordination. Mais en réalité, il avait une manière incroyable de toucher le ballon ».
Réputé pour ses qualités de joueur de surface et son efficacité, Trezeguet a reçu des louanges de la part de Thierry Henry son ancien coéquipier d’attaque en sélection nationale et à l'AS Monaco: “ Je n’ai jamais vu de meilleur buteur dans ma carrière” déclare-t-il dans un entretien à Soccer AM en 2019.
En 2020 sur la chaîne RMC, son ancien coéquipier en équipe de France Christophe Dugarry s'est exprimé sur celui qui a libéré les français avec le but en or dans les prolongation face aux italiens. « David Trézeguet était un attaquant incroyable, un buteur de folie. J’ai rarement vu… La gestuelle de ce garçon ! Il réalisait souvent des choses simples, mais d’une efficacité, il avait une présence… Ce garçon avait une faculté. Quand tu es attaquant, que tu vois un attaquant qui a une telle efficacité, qui attire le ballon, qui sait toujours si le ballon va aller au premier ou au second poteau… C’était impressionnant. Il pouvait ne pas toucher de ballon pendant vingt minutes, et le ballon qu’il fallait, il le mettait au fond ».
Il devient rapidement « Trezegol » pour ses aptitudes sans équivalent devant le but.
Par ailleurs Trezeguet sait se mettre au service du collectif, quand le système de jeu est adapté à son profil. Ses dernières saisons à la Juventus ont démontré qu'il était un excellent pivot (notamment grâce à son jeu de tête) dans un système utilisant des attaquants de couloir.

## Statistiques

### Générales par saison
| Saison                | Club                  | Championnat           | Championnat | Championnat | Championnat | Coupe nationale | Coupe nationale | Coupe nationale | Coupe de la Ligue | Coupe de la Ligue | Coupe de la Ligue | Supercoupe | Supercoupe | Supercoupe | Compétition(s) continentale(s) | Compétition(s) continentale(s) | Compétition(s) continentale(s) | Compétition(s) continentale(s) | France | France | France | Total | Total | Total |
| Saison                | Club                  | Division              | M.          | B.          | P.d.        | M.              | B.              | P.d.            | M.                | B.                | P.d.              | M.         | B.         | P.d.       | Comp.                          | M.                             | B.                             | P.d.                           | M.     | B.     | P.d.   | M.    | B.    | P.d.  |
| 1993-1994             | CA Platense           | TO+TC                 | 3           | 0           | 0           | -               | -               | -               | -                 | -                 | -                 | -          | -          | -          | -                              | -                              | -                              | -                              | -      | -      | -      | 3     | 0     | 0     |
| 1994-1995             | CA Platense           | TO+TC                 | 2           | 0           | 0           | -               | -               | -               | -                 | -                 | -                 | -          | -          | -          | -                              | -                              | -                              | -                              | -      | -      | -      | 2     | 0     | 0     |
| Sous-total            | Sous-total            | Sous-total            | 5           | 0           | 0           | -               | -               | -               | -                 | -                 | -                 | -          | -          | -          | -                              | -                              | -                              | -                              | -      | -      | -      | 5     | 0     | 0     |
| 1995-1996             | AS Monaco             | D1                    | 4           | 0           | 0           | -               | -               | -               | 1                 | 0                 | 0                 | -          | -          | -          | -                              | -                              | -                              | -                              | -      | -      | -      | 5     | 0     | 0     |
| 1996-1997             | AS Monaco             | D1                    | 5           | 0           | 0           | -               | -               | -               | -                 | -                 | -                 | -          | -          | -          | -                              | -                              | -                              | -                              | -      | -      | -      | 5     | 0     | 0     |
| 1997-1998             | AS Monaco             | D1                    | 27          | 18          | 4           | 2               | 1               | 0               | 1                 | 0                 | 0                 | 1          | 1          | 0          | C1                             | 9                              | 4                              | 1                              | 11     | 2      | 1      | 51    | 26    | 6     |
| 1998-1999             | AS Monaco             | D1                    | 27          | 12          | 1           | 1               | 0               | 0               | 2                 | 0                 | 0                 | -          | -          | -          | C3                             | 5                              | 2                              | 0                              | 2      | 0      | 0      | 37    | 14    | 1     |
| 1999-2000             | AS Monaco             | D1                    | 30          | 22          | 3           | 1               | 0               | 0               | 1                 | 0                 | 0                 | -          | -          | -          | C3                             | 7                              | 2                              | 0                              | 8      | 6      | 0      | 47    | 30    | 3     |
| Sous-total            | Sous-total            | Sous-total            | 93          | 52          | 9           | 4               | 1               | 0               | 5                 | 0                 | 0                 | 1          | 1          | 0          | -                              | 21                             | 8                              | 1                              | 21     | 8      | 1      | 145   | 70    | 11    |
| 2000-2001             | Juventus FC           | Serie A               | 25          | 14          | 2           | 2               | 0               | 0               | -                 | -                 | -                 | -          | -          | -          | C1                             | 5                              | 1                              | 0                              | 8      | 7      | 1      | 40    | 22    | 3     |
| 2001-2002             | Juventus FC           | Serie A               | 34          | 24          | 4           | 2               | 0               | 0               | -                 | -                 | -                 | -          | -          | -          | C1                             | 10                             | 8                              | 2                              | 11     | 5      | 1      | 57    | 37    | 7     |
| 2002-2003             | Juventus FC           | Serie A               | 17          | 9           | 2           | 1               | 0               | 0               | -                 | -                 | -                 | -          | -          | -          | C1                             | 10                             | 4                              | 1                              | 3      | 2      | 0      | 31    | 15    | 3     |
| 2003-2004             | Juventus FC           | Serie A               | 25          | 16          | 3           | 3               | 1               | 0               | -                 | -                 | -                 | 1          | 1          | 0          | C1                             | 5                              | 4                              | 1                              | 12     | 7      | 1      | 46    | 29    | 5     |
| 2004-2005             | Juventus FC           | Serie A               | 18          | 9           | 0           | 1               | 1               | 0               | -                 | -                 | -                 | -          | -          | -          | C1                             | 5                              | 4                              | 0                              | 3      | 2      | 0      | 27    | 16    | 0     |
| 2005-2006             | Juventus FC           | Serie A               | 32          | 23          | 3           | -               | -               | -               | -                 | -                 | -                 | 1          | 0          | 0          | C1                             | 9                              | 6                              | 0                              | 8      | 1      | 0      | 50    | 30    | 3     |
| 2006-2007             | Juventus FC           | Serie B               | 31          | 15          | 3           | 1               | 0               | 0               | -                 | -                 | -                 | -          | -          | -          | -                              | -                              | -                              | -                              | 3      | 2      | 1      | 35    | 17    | 4     |
| 2007-2008             | Juventus FC           | Serie A               | 36          | 20          | 5           | 3               | 0               | 1               | -                 | -                 | -                 | -          | -          | -          | -                              | -                              | -                              | -                              | 2      | 0      | 0      | 41    | 20    | 6     |
| 2008-2009             | Juventus FC           | Serie A               | 8           | 1           | 0           | 3               | 0               | 0               | -                 | -                 | -                 | -          | -          | -          | C1                             | 4                              | 0                              | 2                              | -      | -      | -      | 15    | 1     | 2     |
| 2009-2010             | Juventus FC           | Serie A               | 19          | 7           | 1           | -               | -               | -               | -                 | -                 | -                 | -          | -          | -          | C1+C3                          | 4+4                            | 1+2                            | 0                              | -      | -      | -      | 27    | 10    | 1     |
| 2010-2011             | Juventus FC           | Serie A               | -           | -           | -           | -               | -               | -               | -                 | -                 | -                 | -          | -          | -          | C3                             | 1                              | 0                              | 0                              | -      | -      | -      | 1     | 0     | 0     |
| Sous-total            | Sous-total            | Sous-total            | 245         | 138         | 23          | 16              | 2               | 1               | -                 | -                 | -                 | 2          | 1          | 0          | -                              | 57                             | 30                             | 6                              | 50     | 26     | 4      | 370   | 197   | 34    |
| 2010-2011             | Hércules CF           | Liga                  | 31          | 12          | 0           | -               | -               | -               | -                 | -                 | -                 | -          | -          | -          | -                              | -                              | -                              | -                              | -      | -      | -      | 31    | 12    | 0     |
| 2011-2012             | Baniyas SC            | D1                    | 3           | 0           | 0           | 1               | 0               | 0               | -                 | -                 | -                 | -          | -          | -          | -                              | -                              | -                              | -                              | -      | -      | -      | 4     | 0     | 0     |
| 2012                  | River Plate           | D2                    | 19          | 13          | 0           | 2               | 1               | 0               | -                 | -                 | -                 | -          | -          | -          | -                              | -                              | -                              | -                              | -      | -      | -      | 21    | 14    | 0     |
| 2012-2013             | River Plate           | D1                    | 16          | 3           | 1           | -               | -               | -               | -                 | -                 | -                 | -          | -          | -          | -                              | -                              | -                              | -                              | -      | -      | -      | 16    | 3     | 1     |
| Sous-total            | Sous-total            | Sous-total            | 35          | 16          | 1           | 2               | 1               | 0               | -                 | -                 | -                 | -          | -          | -          | -                              | -                              | -                              | -                              | -      | -      | -      | 37    | 17    | 1     |
| 2013-2014             | Newell's Old Boys     | D1                    | 24          | 7           | 1           | -               | -               | -               | -                 | -                 | -                 | -          | -          | -          | CL                             | 6                              | 2                              | 1                              | -      | -      | -      | 30    | 9     | 2     |
| 2014-2015             | Pune FC               | D1                    | 9           | 2           | 0           | -               | -               | -               | -                 | -                 | -                 | -          | -          | -          | -                              | -                              | -                              | -                              | -      | -      | -      | 9     | 2     | 0     |
| Total sur la carrière | Total sur la carrière | Total sur la carrière | 445         | 227         | 33          | 23              | 4               | 1               | 5                 | 0                 | 0                 | 4          | 2          | 0          | -                              | 84                             | 40                             | 8                              | 71     | 34     | 5      | 632   | 307   | 47    |

### Matchs internationaux
| Matchs internationaux de David Trezeguet | Matchs internationaux de David Trezeguet | Matchs internationaux de David Trezeguet | Matchs internationaux de David Trezeguet | Matchs internationaux de David Trezeguet | Matchs internationaux de David Trezeguet | Matchs internationaux de David Trezeguet                       |
| #                                        | Date                                     | Lieu                                     | Adversaire                               | Résultat                                 | Compétition                              | Notes                                                          |
| ---------------------------------------- | ---------------------------------------- | ---------------------------------------- | ---------------------------------------- | ---------------------------------------- | ---------------------------------------- | -------------------------------------------------------------- |
| 1.                                       | 28 janvier 1998                          | Stade de France, Saint-Denis             | Espagne                                  | 1 - 0                                    | Match amical                             | Entre en jeu à la place de Stéphane Guivarc'h à la 75e minute. |
| 2.                                       | 25 février 1998                          | Stade Vélodrome, Marseille               | Norvège                                  | 3 - 3                                    | Match amical                             | Entre en jeu à la place de Stéphane Guivarc'h à la 62e minute. |
| 3.                                       | 22 avril 1998                            | Stade Råsunda, Stockholm, Suède          | Suède                                    | 0 - 0                                    | Match amical                             | Entre en jeu à la place de Stéphane Guivarc'h à la 68e minute. |
| 4.                                       | 29 mai 1998                              | Stade Mohammed-V, Casablanca             | Maroc                                    | 2 - 2 (6-5 tab)                          | Tournoi Hassan II de 1998                | Entre en jeu à la place de Christophe Dugarry à la 69e minute. |
| 5.                                       | 5 juin 1998                              | Olympiastadion, Helsinki                 | Finlande                                 | 0 - 1                                    | Match amical                             | Entre en jeu à la place de Stéphane Guivarc'h à la 75e minute. |
| 6.                                       | 12 juin 1998                             | Stade Vélodrome, Marseille               | Afrique du Sud                           | 3 - 0                                    | Coupe du monde 1998                      | Entre en jeu à la place de Youri Djorkaeff à la 83e minute.    |
| 7.                                       | 18 juin 1998                             | Stade de France, Saint-Denis             | Arabie saoudite                          | 4 - 0                                    | Coupe du monde 1998                      | Entre en jeu à la place de Christophe Dugarry à la 29e minute. |
| 8.                                       | 24 juin 1998                             | Stade de Gerland, Lyon                   | Danemark                                 | 2 - 1                                    | Coupe du monde 1998                      | Titulaire.                                                     |
| 9.                                       | 28 juin 1998                             | Stade Félix-Bollaert, Lens               | Paraguay                                 | 1 - 0 (b.e.o)                            | Coupe du monde 1998                      | Titulaire.                                                     |
| 10.                                      | 3 juillet 1998                           | Stade de France, Saint-Denis             | Italie                                   | 0 - 0 (4-3 tab)                          | Coupe du monde 1998                      | Entre en jeu à la place de Stéphane Guivarc'h à la 65e minute. |
| 11.                                      | 8 juillet 1998                           | Stade de France, Saint-Denis             | Croatie                                  | 2 - 1                                    | Coupe du monde 1998                      | Entre en jeu à la place de Stéphane Guivarc'h à la 69e minute. |
| 12.                                      | 14 octobre 1998                          | Stade de France, Saint-Denis             | Andorre                                  | 2 - 0                                    | Éliminatoires Euro 2000                  | Titulaire.                                                     |
| 13.                                      | 31 mars 1999                             | Stade de France, Saint-Denis             | Arménie                                  | 2 - 0                                    | Éliminatoires Euro 2000                  | Entre en jeu à la place de Christophe Dugarry à la 46e minute. |
| 14.                                      | 9 octobre 1999                           | Stade de France, Saint-Denis             | Islande                                  | 3 - 2                                    | Éliminatoires Euro 2000                  | Entre en jeu à la place de Lilian Laslandes à la 64e minute.   |
| 15.                                      | 23 février 2000                          | Stade de France, Saint-Denis             | Pologne                                  | 1 - 0                                    | Match amical                             | Titulaire.                                                     |
| 16.                                      | 26 avril 2000                            | Stade de France, Saint-Denis             | Slovénie                                 | 3- 2                                     | Match amical                             | Entre en jeu à la place de Thierry Henry à la 46e minute.      |
| 17.                                      | 28 mai 2000                              | Stade Maksimir, Zagreb                   | Croatie                                  | 0- 2                                     | Match amical                             | Entre en jeu à la place de Robert Pirès à la 46e minute.       |
| 18.                                      | 4 juin 2000                              | Stade Mohammed-V, Casablanca             | Japon                                    | 2 - 2 (4-2 tab)                          | Tournoi Hassan II de 2000                | Titulaire.                                                     |
| 19.                                      | 21 juin 2000                             | Amsterdam Arena, Amsterdam               | Pays-Bas                                 | 2- 3                                     | Euro 2000                                | Titulaire.                                                     |
| 20.                                      | 28 juin 2000                             | Stade du Roi Baudouin, Bruxelles         | Portugal                                 | 1 - 2 (b.e.o)                            | Euro 2000                                | Entre en jeu à la place de Thierry Henry à la 106e minute.     |
| 21.                                      | 2 juillet 2000                           | Feyenoord Stadion, Rotterdam             | Italie                                   | 2 - 1 (b.e.o)                            | Euro 2000                                | Entre en jeu à la place de Youri Djorkaeff à la 76e minute.    |
| 22.                                      | 16 août 2000                             | Stade Vélodrome, Marseille               | Sélection FIFA                           | 5 - 1                                    | Match amical                             | Titulaire.                                                     |
| 23.                                      | 2 septembre 2000                         | Stade de France, Saint-Denis             | Angleterre                               | 1 - 1                                    | Match amical                             | Entre en jeu à la place de Thierry Henry à la 46e minute.      |
| 24.                                      | 4 octobre 2000                           | Stade de France, Saint-Denis             | Cameroun                                 | 1 - 1                                    | Match amical                             | Titulaire.                                                     |
| 25.                                      | 7 octobre 2000                           | Ellis Park Stadium, Johannesbourg        | Afrique du Sud                           | 0 - 0                                    | Match amical                             | Entre en jeu à la place de Nicolas Anelka à la 65e minute.     |
| 26.                                      | 7 octobre 2000                           | Stade BJK İnönü, Istanbul                | Turquie                                  | 0- 4                                     | Match amical                             | Titulaire.                                                     |
| 27.                                      | 24 mars 2001                             | Stade de France, Saint-Denis             | Japon                                    | 5- 0                                     | Match amical                             | Entre en jeu à la place de Thierry Henry à la 53e minute.      |
| 28.                                      | 28 mars 2001                             | Mestalla, Valence                        | Espagne                                  | 2- 1                                     | Match amical                             | Entre en jeu à la place de Patrick Vieira à la 77e minute.     |
| 29.                                      | 25 avril 2001                            | Stade de France, Saint-Denis             | Portugal                                 | 4- 0                                     | Match amical                             | Entre en jeu à la place de Sylvain Wiltord à la 54e minute.    |
| 30.                                      | 15 août 2001                             | Stade de la Beaujoire, Nantes            | Danemark                                 | 1- 0                                     | Match amical                             | Entre en jeu à la place de Thierry Henry à la 56e minute.      |
| 31.                                      | 1er septembre 2001                       | Estadio Nacional de Chile, Santiago      | Chili                                    | 2- 1                                     | Match amical                             | Titulaire.                                                     |
| 32.                                      | 6 octobre 2001                           | Stade de France, Saint-Denis             | Algérie                                  | 4- 1                                     | Match amical                             | Titulaire.                                                     |
| 33.                                      | 11 novembre 2001                         | Melbourne Cricket Ground, Melbourne      | Australie                                | 1 - 1                                    | Match amical                             | Titulaire.                                                     |
| 34.                                      | 13 février 2002                          | Stade de France, Saint-Denis             | Roumanie                                 | 2- 1                                     | Match amical                             | Entre en jeu à la place de Thierry Henry à la 71e minute.      |
| 35.                                      | 27 mars 2002                             | Stade de France, Saint-Denis             | Écosse                                   | 5- 0                                     | Match amical                             | Titulaire.                                                     |
| 36.                                      | 18 mai 2002                              | Stade de France, Saint-Denis             | Belgique                                 | 1- 2                                     | Match amical                             | Titulaire.                                                     |
| 37.                                      | 26 mai 2002                              | Suwon World Cup Stadium, Suwon           | Corée du Sud                             | 2- 3                                     | Match amical                             | Titulaire.                                                     |
| 38.                                      | 31 mai 2002                              | Seoul World Cup Stadium, Séoul           | Sénégal                                  | 1- 0                                     | Coupe du monde 2002                      | Titulaire.                                                     |
| 39.                                      | 6 juin 2002                              | Busan Asiad Stadium, Pusan               | Uruguay                                  | 0 - 0                                    | Coupe du monde 2002                      | Titulaire.                                                     |
| 40.                                      | 11 juin 2002                             | Incheon Munhak Stadium, Incheon          | Danemark                                 | 2- 0                                     | Coupe du monde 2002                      | Titulaire.                                                     |
| 41.                                      | 12 février 2003                          | Stade de France, Saint-Denis             | Tchéquie                                 | 0- 2                                     | Match amical                             | Entre en jeu à la place de Steve Marlet à la 46e minute.       |
| 42.                                      | 29 mars 2003                             | Stade Félix-Bollaert, Lens               | Malte                                    | 6- 0                                     | Éliminatoires Euro 2004                  | Titulaire.                                                     |
| 43.                                      | 2 avril 2003                             | Stadio Renzo Barbera, Palerme            | Israël                                   | 1- 2                                     | Éliminatoires Euro 2004                  | Titulaire.                                                     |
| 44.                                      | 20 août 2003                             | Stade de Genève, Genève                  | Suisse                                   | 0- 2                                     | Match amical                             | Titulaire.                                                     |
| 45.                                      | 6 septembre 2003                         | Stade de France, Saint-Denis             | Chypre                                   | 5- 0                                     | Éliminatoires Euro 2004                  | Titulaire.                                                     |
| 46.                                      | 10 septembre 2003                        | Stade Bežigrad, Ljubljana                | Slovénie                                 | 0- 2                                     | Éliminatoires Euro 2004                  | Titulaire.                                                     |
| 47.                                      | 11 octobre 2003                          | Stade de France, Saint-Denis             | Israël                                   | 3- 0                                     | Éliminatoires Euro 2004                  | Titulaire.                                                     |
| 48.                                      | 15 novembre 2003                         | AufSchalke Arena, Gelsenkirchen          | Allemagne                                | 0- 3                                     | Match amical                             | Titulaire.                                                     |
| 49.                                      | 31 mars 2004                             | Feyenoord Stadion, Rotterdam             | Pays-Bas                                 | 0 - 0                                    | Match amical                             | Titulaire.                                                     |
| 50.                                      | 20 mai 2004                              | Stade de France, Saint-Denis             | Brésil                                   | 0 - 0                                    | Match amical                             | Titulaire.                                                     |
| 51.                                      | 28 mai 2004                              | Stade de la Mosson, Montpellier          | Andorre                                  | 4- 0                                     | Match amical                             | Entre en jeu à la place de Louis Saha à la 69e minute.         |
| 52.                                      | 13 juin 2004                             | Stade de la Luz, Lisbonne                | Angleterre                               | 2- 1                                     | Euro 2004                                | Titulaire.                                                     |
| 53.                                      | 17 juin 2004                             | Estádio Dr. Magalhaes Pessoa, Leiria     | Croatie                                  | 2 - 2                                    | Euro 2004                                | Titulaire.                                                     |
| 54.                                      | 21 juin 2004                             | Estádio Cidade de Coimbra, Coimbra       | Suisse                                   | 1 - 3                                    | Euro 2004                                | Titulaire.                                                     |
| 55.                                      | 25 juin 2004                             | Stade José Alvalade XXI, Lisbonne        | Grèce                                    | 0 - 1                                    | Euro 2004                                | Titulaire.                                                     |
| 56.                                      | 9 février 2005                           | Stade de France, Saint-Denis             | Suède                                    | 1 - 1                                    | Match amical                             | Titulaire.                                                     |
| 57.                                      | 26 mars 2005                             | Stade de France, Saint-Denis             | Suisse                                   | 0 - 0                                    | Éliminatoires Coupe du monde 2006        | Titulaire.                                                     |
| 58.                                      | 30 mars 2005                             | Stade Ramat Gan, Tel-Aviv                | Israël                                   | 1 - 1                                    | Éliminatoires Coupe du monde 2006        | Titulaire.                                                     |
| 59.                                      | 17 août 2005                             | Stade de la Mosson, Montpellier          | Côte d'Ivoire                            | 3 - 0                                    | Match amical                             | Entre en jeu à la place de Sylvain Wiltord à la 79e minute.    |
| 60.                                      | 12 novembre 2005                         | Stade de France, Saint-Denis             | Allemagne                                | 0 - 0                                    | Match amical                             | Titulaire.                                                     |
| 61.                                      | 1er mars 2006                            | Stade de France, Saint-Denis             | Slovaquie                                | 1 - 2                                    | Match amical                             | Titulaire.                                                     |
| 62.                                      | 27 mai 2006                              | Stade de France, Saint-Denis             | Mexique                                  | 1 - 0                                    | Match amical                             | Titulaire.                                                     |
| 63.                                      | 7 juin 2006                              | Stade Geoffroy-Guichard, Saint-Étienne   | Chine                                    | 3 - 1                                    | Match amical                             | Entre en jeu à la place de Djibril Cissé à la 13e minute.      |
| 64.                                      | 18 juin 2006                             | Zentralstadion, Leipzig                  | Corée du Sud                             | 1 - 1                                    | Coupe du monde 2006                      | Entre en jeu à la place de Zinédine Zidane à la 90e minute.    |
| 65.                                      | 23 juin 2006                             | RheinEnergieStadion, Cologne             | Togo                                     | 0 - 2                                    | Coupe du monde 2006                      | Titulaire.                                                     |
| 66.                                      | 9 juillet 2006                           | Olympiastadion, Berlin                   | Italie                                   | 1 - 1 (5-3 tab)                          | Coupe du monde 2006                      | Entre en jeu à la place de Franck Ribéry à la 100e minute.     |
| 67.                                      | 7 octobre 2006                           | Hampden Park, Glasgow                    | Écosse                                   | 1 - 0                                    | Éliminatoires Euro 2008                  | Titulaire.                                                     |
| 68.                                      | 11 octobre 2006                          | Stade Bonal, Sochaux                     | Îles Féroé                               | 5 - 0                                    | Éliminatoires Euro 2008                  | Entre en jeu à la place de Louis Saha à la 61e minute.         |
| 69.                                      | 7 février 2007                           | Stade de France, Saint-Denis             | Argentine                                | 0 - 1                                    | Match amical                             | Titulaire.                                                     |
| 70.                                      | 12 septembre 2007                        | Parc des Princes, Paris                  | Écosse                                   | 0 - 1                                    | Éliminatoires Euro 2008                  | Titulaire.                                                     |
| 71.                                      | 26 mars 2008                             | Stade de France, Saint-Denis             | Angleterre                               | 1 - 0                                    | Match amical                             | Titulaire.                                                     |

### Liste de ses buts en équipe de France
| Buts en sélection de David Trezeguet | Buts en sélection de David Trezeguet | Buts en sélection de David Trezeguet   | Buts en sélection de David Trezeguet | Buts en sélection de David Trezeguet | Buts en sélection de David Trezeguet | Buts en sélection de David Trezeguet    |
| #                                    | Date                                 | Stade                                  | Adversaire                           | Score                                | Résultats                            | Compétitions                            |
| ------------------------------------ | ------------------------------------ | -------------------------------------- | ------------------------------------ | ------------------------------------ | ------------------------------------ | --------------------------------------- |
| 1.                                   | 5 juin 1998                          | Olympiastadion, Helsinki               | Finlande                             | 0-1                                  | 0-1                                  | Match amical                            |
| 2.                                   | 18 juin 1998                         | Stade de France, Saint-Denis           | Arabie saoudite                      | 2-0                                  | 4-0                                  | Coupe du monde 1998                     |
| 3.                                   | 9 octobre 1999                       | Stade de France, Saint-Denis           | Islande                              | 3-2                                  | 3-2                                  | Éliminatoires Euro 2000                 |
| 4.                                   | 26 avril 2000                        | Stade de France, Saint-Denis           | Slovénie                             | 1-2                                  | 3-2                                  | Match amical                            |
| 5.                                   | 26 avril 2000                        | Stade de France, Saint-Denis           | Slovénie                             | 3-2                                  | 3-2                                  | Match amical                            |
| 6.                                   | 28 mai 2000                          | Maksimir, Zagreb                       | Croatie                              | 0-2                                  | 0-2                                  | Match amical                            |
| 7.                                   | 21 juin 2000                         | Amsterdam Arena, Amsterdam             | Pays-Bas                             | 2-1                                  | 2-3                                  | Euro 2000                               |
| 8.                                   | 2 juillet 2000                       | De Kuip, Rotterdam                     | Italie                               | 2-1                                  | 2-1 a.p.                             | Euro 2000                               |
| 9.                                   | 16 août 2000                         | Stade Vélodrome, Marseille             | Sélection FIFA                       | 1-0                                  | 5-1                                  | Match amical                            |
| 10.                                  | 16 août 2000                         | Stade Vélodrome, Marseille             | Sélection FIFA                       | 2-0                                  | 5-1                                  | Match amical                            |
| 11.                                  | 16 août 2000                         | Stade Vélodrome, Marseille             | Sélection FIFA                       | 3-0                                  | 5-1                                  | Match amical                            |
| 12.                                  | 15 novembre 2000                     | Stade BJK İnönü, Istanbul              | Turquie                              | 0-1                                  | 0-4                                  | Match amical                            |
| 13.                                  | 24 mars 2001                         | Stade de France, Saint-Denis           | Japon                                | 4-0                                  | 5-0                                  | Match amical                            |
| 14.                                  | 24 mars 2001                         | Stade de France, Saint-Denis           | Japon                                | 5-0                                  | 5-0                                  | Match amical                            |
| 15.                                  | 28 mars 2001                         | Mestalla, Valence                      | Espagne                              | 2-1                                  | 2-1                                  | Match amical                            |
| 16.                                  | 1er septembre 2001                   | Estadio Nacional, Santiago             | Chili                                | 2-1                                  | 2-1                                  | Match amical                            |
| 17.                                  | 11 novembre 2001                     | Melbourne Cricket Ground, Melbourne    | Australie                            | 1-1                                  | 1-1                                  | Match amical                            |
| 18.                                  | 27 mars 2002                         | Stade de France, Saint-Denis           | Écosse                               | 2-0                                  | 5-0                                  | Match amical                            |
| 19.                                  | 27 mars 2002                         | Stade de France, Saint-Denis           | Écosse                               | 4-0                                  | 5-0                                  | Match amical                            |
| 20.                                  | 26 mai 2002                          | Suwon World Cup Stadium, Suwon         | Corée du Sud                         | 0-1                                  | 2-3                                  | Match amical                            |
| 21.                                  | 29 mars 2003                         | Stade Félix-Bollaert, Lens             | Malte                                | 5-0                                  | 6-0                                  | Éliminatoires Euro 2004                 |
| 22.                                  | 2 avril 2003                         | Stade Renzo Barbera, Palerme           | Israël                               | 1-1                                  | 1-2                                  | Éliminatoires Euro 2004                 |
| 23.                                  | 6 septembre 2003                     | Stade de France, Saint-Denis           | Chypre                               | 1-0                                  | 5-0                                  | Éliminatoires Euro 2004                 |
| 24.                                  | 6 septembre 2003                     | Stade de France, Saint-Denis           | Chypre                               | 5-0                                  | 5-0                                  | Éliminatoires Euro 2004                 |
| 25.                                  | 10 septembre 2003                    | Stadion Stožice, Ljubljana             | Slovénie                             | 0-1                                  | 0-2                                  | Éliminatoires Euro 2004                 |
| 26.                                  | 11 octobre 2003                      | Stade de France, Saint-Denis           | Israël                               | 2-0                                  | 3-0                                  | Éliminatoires Euro 2004                 |
| 27.                                  | 15 novembre 2003                     | Veltins-Arena, Gelsenkirchen           | Allemagne                            | 0-2                                  | 0-3                                  | Match amical                            |
| 28.                                  | 15 novembre 2003                     | Veltins-Arena, Gelsenkirchen           | Allemagne                            | 0-3                                  | 0-3                                  | Match amical                            |
| 29.                                  | 17 juin 2004                         | Estádio Dr. Magalhaes Pessoa, Leiria   | Croatie                              | 2-2                                  | 2-2                                  | Euro 2004                               |
| 30.                                  | 9 février 2005                       | Stade de France, Saint-Denis           | Suède                                | 1-1                                  | 1-1                                  | Match amical                            |
| 31.                                  | 30 mars 2005                         | Stade Ramat Gan, Ramat Gan             | Israël                               | 0-1                                  | 1-1                                  | Éliminatoires de la Coupe du monde 2006 |
| 32.                                  | 7 juin 2006                          | Stade Geoffroy-Guichard, Saint-Étienne | Chine                                | 1-0                                  | 3-1                                  | Match amical                            |
| 33.                                  | 11 octobre 2006                      | Stade Bonal, Sochaux                   | Îles Féroé                           | 4-0                                  | 5-0                                  | Éliminatoires Euro 2008                 |
| 34.                                  | 11 octobre 2006                      | Stade Bonal, Sochaux                   | Îles Féroé                           | 5-0                                  | 5-0                                  | Éliminatoires Euro 2008                 |

## Palmarès

### En club
- Champion d'Argentine de D2 en 2012 avec River Plate
- Champion de France en 1997 et 2000 avec l'AS Monaco
- Vainqueur du Trophée des champions en 1997 avec l'AS Monaco
- Champion d'Italie en 2002 et 2003 avec la Juventus
- Champion d'Italie de D2 en 2007 avec la Juventus
- Vice-champion d'Italie en 2001 et 2009 avec la Juventus
- Finaliste de la Coupe d'Italie en 2002 et 2004 avec la Juventus
- Vainqueur de la Supercoupe d'Italie en 2003 avec la Juventus
- Finaliste de la Supercoupe d'Italie en 2005 avec la Juventus
- Finaliste de la Ligue des Champions en 2003 avec la Juventus

### En équipe de France
- Vainqueur de la Coupe du monde en 1998
- Vainqueur du Championnat d'Europe en 2000
- Finaliste de la Coupe du monde en 2006
- Vainqueur du Festival international espoirs en 1997
- Vainqueur du Championnat d'Europe des moins de 18 ans en 1996

## Distinctions personnelles
- Élu 12e au Ballon d'Or en 2001
- Élu révélation de l'année par France Football en 1997
- Élu meilleur espoir de Ligue 1 en 1998 avec l'AS Monaco
- Élu meilleur joueur du championnat d'Italie en 2002 avec la Juventus
- Élu meilleur joueur étranger du championnat d'Italie en 2002 avec la Juventus
- Élu joueur clé du Championnat d'Europe en 2000 par l'UEFA[59]
- Co-meilleur buteur du Championnat d'Italie en 2002 (24 buts) avec la Juventus
- 2e meilleur buteur de la Coupe du Monde des -20 ans en 1997 (5 buts)
- 4e meilleur buteur (et meilleur buteur étranger) de l'histoire de la Juventus (171 buts)
- Élu 16e du Top 50 des meilleurs joueurs de l'histoire de la Juventus par So Foot en 2017[60]
- Élu parmi les "légendes" par Golden Foot en 2015[61]
- Remplaçant le plus prolifique de l'histoire de l'équipe de France (13 buts)[62]
- Nommé au FIFA 100 en 2004
- Nommé dans l'équipe-type de l'année UEFA en 2001
- Nommé dans le onze de légende de la Juventus pour ses 120 ans selon les Tifosi en 2017[63]
- Chevalier de la Légion d'honneur le 1er septembre 1998[64]
- Membre de l'équipe de l'année World Soccer Awards avec l'équipe de France en 1998 et en 2000
- Membre de l'équipe européenne de l'année France Football avec l'équipe de France en 1998 et en 2000
- Trophée d'honneur UNFP avec l'équipe de France de 1998 en 2008
- Trophée d'honneur UNFP avec l'équipe de France de 2000 en 2016

## Vie privée et famille
David Trezeguet est né d'un père argentin d'ascendance française, Jorge Trezeguet, joueur professionnel au FC Rouen. En 1979, celui-ci retourne en Argentine avec sa famille. David Trezeguet passe ainsi sa jeunesse dans la banlieue de Buenos Aires,.
Marié en février 2000 à Béatrice, il a deux fils, Aaron, né en 2000, et Noraan, né en 2008. Le couple divorce en septembre 2012.
En 2006, il est surpris par le paparazzi Fabrizio Corona sortant d'une boîte de nuit accompagné d'une autre femme. Cédant d'abord au chantage, il porte plainte et obtient le remboursement de la somme versée. Le "roi des paparazzi" sera par la suite condamné à plus de 13 années d'emprisonnement pour ses nombreuses tentatives d'extorsion de fonds.
ll fut le compagnon de Belen Cosimo de 2019 à 2022.
Fin 2024, son ancienne compagne Belen Cosimo l'accuse de violences conjugales (violences psychologiques et verbales).